# Hospital Oncológico Padre Machado
El Hospital Oncológico Padre Machado o simplemente "Hospital Padre Machado" es un centro hospitalario público dependiente del instituto venezolano de los seguros sociales, localizado en la urbanización Los Castaños, Calle Alejandro Calvo Lairet del sector El Cementerio del Municipio Libertador del Distrito Capital al oeste de la ciudad de Caracas y al centro norte de Venezuela.
Sus obras comenzaron en el año 1953 y estaban finalizadas para 1957, pero no sería inaugurado oficialmente sino hasta 1959 como el "Hospital Hogar Padre Machado". Las monjas llamadas Hermanas de la Congregación Santa Ana fueron sus primeras enfermeras. Se especializa como su nombre lo indica en el tratamiento de todo tipo de padecimientos relacionados con el cáncer. Está afiliado a la Sociedad Anticancerosa de Venezuela.
En 1971 el hospital adopta su nombre actual y es reinaugurado con nuevos servicios. Debe su nombre al religioso católico Santiago Florencio Machado Oyarzabal conocido simplemente como "Padre Machado", quien muriera en 1939 y quien realizó diversas obras sociales en el sector donde esta actualmente el centro de salud.